# جان واتسون
جان واتسون (به انگلیسی: John Watson) تاجر نفتی آمریکایی است، که از تاریخ ۱ ژانویه ۲۰۱۰ به‌عنوان مدیر عامل اجرایی و همچنین رییس هیئت مدیره شرکت شورون فعالیت می‌کند.
واتسون، در سال ۱۹۵۶ در شهر دیویس، کالیفرنیا متولد شد. وی در سال ۱۹۷۸ مدرک مهندسی کشاورزی گرایش اقتصاد کشاورزی خود را، از دانشگاه کالیفرنیا، دیویس اخذ نمود، سپس در سال ۱۹۸۰ موفق به دریافت مدرک کارشناسی ارشد مدیریت بازرگانی از دانشگاه شیکاگو شد.
واتسون در سال ۱۹۸۰ به کمپانی نفتی شورون پیوست. از سال ۲۰۰۱ تا ۲۰۰۵ به عنوان مدیر ارشد امور مالی این شرکت بزرگ نفتی، فعالیت نمود. در سال‌های ۲۰۰۹ و ۲۰۱۰ نایب رئیس هیئت مدیره این شرکت بود و از سال ۲۰۱۰ و در پی بازنشستگی دیوید اوریلی، به طور همزمان به ریاست هیئت مدیره و مدیر عاملی شرکت شورون منصوب شد. در حال حاضر، جان واتسون عضو هیئت مدیره شرکت‌های کلتکس و دینرجی نیز محسوب می‌شود.